# Alexander O’Neal
Alexander O’Neal (Natchez, 1953. november 15. –)  amerikai R&B énekes-dalszerző Natchezből.
Az 1980-as években vált világszerte ismertté szólóénekesként, 11 dala került fel az Egyesült Államok R&B kislemezlistájára, ebből háromnak a Billboard Hot 100 első 40 helyezettje közé is sikerült odaérnie. Az Egyesült Királyságban hazájánál is nagyobb sikere lett, 14 dala került fel a brit kislemezlista első 40 helyezettje közé, a UK Albums Charton pedig három albuma is a 10 legjobb lemez közé tudott férni.
Legismertebb, leginkább szerelemmel kapcsolatos dalai: "If You Were Here Tonight", "Fake", "Criticize", "The Lovers", "(What Can I Say) To Make You Love Me", "All True Man", "Love Makes No Sense", "In the Middle".

## Diszkográfia

### Studióalbumok
- Alexander O'Neal (1985)
- Hearsay (1987)
- My Gift to You (1988)
- All True Man (1991)
- Love Makes No Sense (1993)
- Lovers Again (1996)
- Saga of a Married Man (2002)
- Alex Loves... (2008)
- Five Questions: The New Journey (2010)
- Hearsay 30 (2017)